# Роша, Рикарду
Рика́рду Се́ржиу Ро́ша Азеве́ду (порт. Ricardo Sérgio Rocha Azevedo; 3 октября, 1978, Санту-Тирсу, Португалия) — португальский футболист, защитник.
Начав профессиональную карьеру с «Брагой», в конце 2001 года он подписал контракт с «Бенфикой», за которую сыграл в 157 официальных матчах. Он провёл большую часть своей оставшейся карьеры в Англии, в «Тоттенхэм Хотспур» и «Портсмуте», сыграв в целом три сезона в Премьер-лиге.

## Клубная карьера

### Португалия
Роша родился в Санту-Тирсу, округ Порту. Он дебютировал в высшей лиге в сезоне 1999/2000, а его клубу не хватило пяти очков до бронзы чемпионата. В декабре 2001 года он подписал контракт с «Бенфикой», вместе с ним отправились его товарищи по команде Арманду Са и Тьягу Мендиш (в случае Роши он официально перешёл в клуб в июне следующего года), в конце концов, он стал надёжным защитником с хорошей способностью позиционной игры.
В течение четырёх с половиной сезонов с лиссабонским клубом Роша сыграл в общей сложности 157 матчей, в том числе 33 игры в еврокубках, и забил три гола. Он сыграл 25 матчей в сезоне 2004/05, когда «орлы» прервали 11-летнюю паузу и выиграли национальный чемпионат.
28 марта 2006 года Рошу похвалили за игру в первом матче четвертьфинала Лиги чемпионов против будущего победителя «Барселоны», он не дал сыграть Роналдиньо и в итоге домашний матч завершился безголевой ничьей, однако в ответной игре «Бенфика» проиграла со счётом 0:2.

### «Тоттенхэм» и «Стандард»
17 января 2007 в португальских и английских СМИ появилась информация о возможном переходе Роши в «Тоттенхэм». На следующий день португальские газеты сообщили, что переход согласовали на встрече в Лиссабоне с участием президента «Тоттенхэма» Дэниела Леви, бывшего игрока «Тоттенхэма» и агента Ронни Розенталя и президента «Бенфики» Луиша Филипе Виейры. Цена трансфера составила € 5 млн плюс два товарищеских матча между клубами, всю прибыль от продажи билетов и телетрансляции которых получит «Бенфика».
23 января 2007 года Роша подписал контракт с «Тоттенхэмом» на три с половиной года за неизвестную сумму (около £ 3,3 млн). Он сыграл свой первый матч 27 января в четвёртом раунде кубка Англии против «Саутенд Юнайтед», выйдя вместо капитана Ледли Кинга, который был травмирован. Его команда победила со счётом 3:1. 10 февраля он сыграл свой первый матч в Премьер-лиге за «шпор» против «Шеффилд Юнайтед».
Роша сыграл всего пять матчей за «Тоттенхэм» в сезоне 2007/08, а в следующем сезоне вообще не появлялся на поле. Он был уволен 14 июня 2009 года после того, как его контракт истёк.
31 августа 2009 года Роша перешёл в бельгийский «Стандард», подписав годичный контракт. Однако 30 января 2010 года его контракт был расторгнут.

### «Портсмут»
1 февраля 2010 он вернулся в Англию, подписав двухлетний контракт с «Портсмутом» и дебютировал пять дней спустя в матче с «Манчестер Юнайтед», который закончился поражением со счётом 0:5.
В следующих двух играх за «Портсмут» Роша получал красные карточки: 9 февраля с «Сандерлендом» и 27 февраля с «Бернли». Тем не менее, в полуфинале кубке Англии против своей бывшей команды «Тоттенхэма» он был признан лучшим игроком матча.
Летом 2010 года «Портсмут» предложил Роше новый контракт, и 4 сентября он повторно подписал соглашение с клубом, шесть дней спустя подписание двухлетнего контракта было официально подтверждено командой. Он удалялся с поля в двух играх подряд: против «Рединга» (поражение 0:2) и «Кардифф Сити» (поражение 0:3), завершив сезон с 29 матчами, а его команда заняла 16-е место.
В следующем сезоне тренер «Портсмута» Стив Коттерилл перестал ставить Рошу в сонову наряду с Дэйвом Китсоном, но в середине октября 2011 года тренер перешёл в «Ноттингем Форест». Роша был награждён титулом игрока команды сезона, но клуб вылетел в Первую лигу. В конце сезона и по истечении срока его контракта он покинул клуб.
В сентябре 2012 года Роша был на просмотре в «Ипсвич Таун», но так и не подписал контракт. 6 октября «Лидс Юнайтед» объявил, что 34-летний защитник в течение десяти дней был на просмотре в клубе. 19 ноября, однако, он вновь подписал контракт с «Портсмутом» на один месяц, продлив его ещё на столько же в январе.
Будущее Роши в «помпи» оказалась под вопросом после того, как он заявил, что клуб не предложил ему новый контракт, хотя тренер Гай Виттингем заявил, что никто не исключает игрока из клуба.
Несмотря на окончание контракта, Роша выразил желание вернуться в «Портсмут», но покинул клуб в июле после того, как обе стороны не смогли достичь соглашения. Президент Иан Макиннс объяснил, что возвращение Роши уже невозможно из-за его желания стать спортивным директором клуба.

## Национальная сборная
Роша дебютировал за Португалию 20 ноября 2002 года в матче против Шотландии. Сыграв ещё один матч, Роша на три года выпал из состава сборной и вернулся лишь в 2006 году на товарищеский матч с Данией, который закончился поражением 4:2. Он также сыграл три матча квалификации Евро 2008 против Финляндии, Азербайджана и Польши.

## Достижения
- Чемпион Португалии: 2004/05
- Обладатель Кубка Португалии: 2003/04
- Обладатель Суперкубка Португалии: 2004
- Финалист Кубка Англии: 2009/10